# K-swiss
K-swiss är en amerikansk skotillverkare.
K-swiss grundades 1966 av två schweiziska bröder som flyttat till Kalifornien. Företaget tillverkar skor för framförallt tennis.